# 羅馬大清真寺
羅馬大清真寺（阿拉伯语：مـسـجـد رومـا الـكـبـيـر），是義大利首都羅馬主要的清真寺，位於市中心以北的帕廖利。
清真寺佔地30,000 m2（320,000 sq ft），可容納12,000人聚禮。是伊斯蘭世界以外規模最大的清真寺。也是義大利伊斯蘭文化中心所在地。

## 建設
清真寺是由流亡義大利的阿富汗巴拉克宰王朝的王子穆罕默德‧哈桑伉儷倡建，由沙烏地阿拉伯國王、兩聖地監護人費薩爾出資。清真寺由保羅·波爾托蓋希、維多利奧‧吉利奧蒂和薩米‧穆薩維設計。
羅馬市當局1974年批出土地，1984才舉行奠基儀式，由時任義大利總統的亞歷山德羅·佩爾蒂尼主禮。1995年6月21日清真寺落成啟用。
歷經十年才能開工，是由於當時有意見反對興建清真寺，但天主教教宗若望保祿二世祝福了這計劃。另外也需要就叫拜樓高度配合羅馬的天際線。最後叫拜樓的高度被定為43公尺，即比聖伯多祿大教堂的穹頂矮一公尺。

## 建築

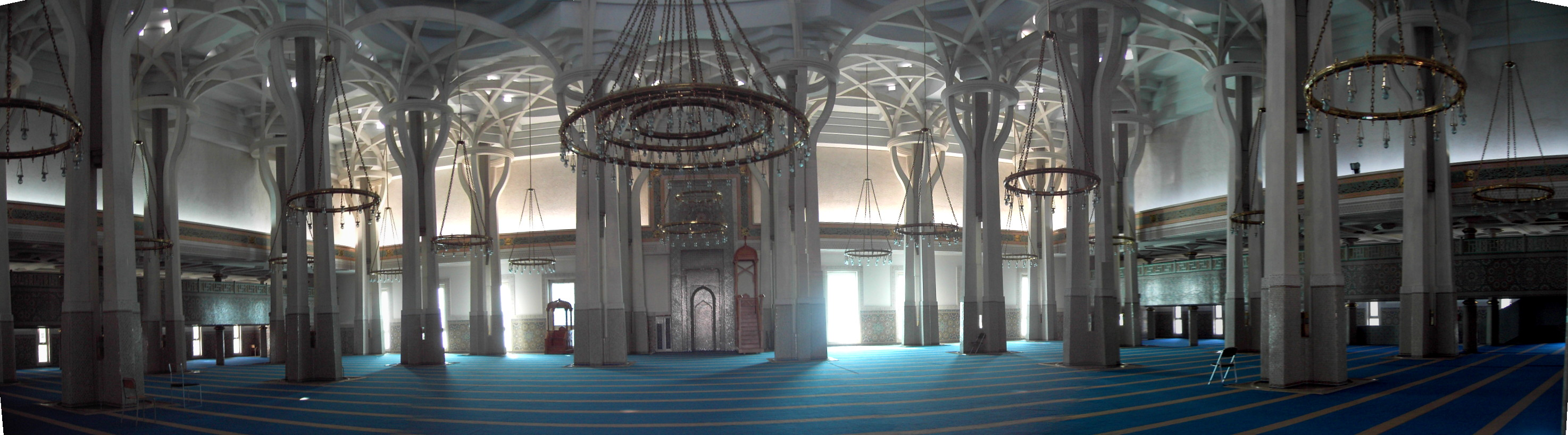
禮拜大殿

建築師以現代設計和無處不在的曲線，把清真寺建築融合於周圍的綠化區中。光與影被揉合起來創造出靜思的氣氛，而洞石和磚頭等材質，提醒人們古羅馬的建築風格。
內部飾以上釉的淺色磚，與《古蘭經》的主題「阿拉是光」相呼應地面以極柔軟、以幾何圖案裝飾的波斯地氈覆蓋。清真寺以棕櫚狀的柱廊作裝飾，代表了阿拉和獨一崇拜者的關係。
禮拜大殿可容納2,500人聚禮，上面是女寺。頂部是一個直徑20公尺的穹頂。周圍飾以另外十六個小穹頂。清真寺附近課室和圖書館、會議中心和一個大型演講廳，還有展覽空間。